# Jarkko Ala-Huikku
Jarkko Ala-Huikku (né le 31 janvier 1980 à Seinäjoki) est un lutteur finlandais, spécialiste de lutte gréco-romaine.
Il remporte la medaille de bronze lors des Championnats d'Europe 2007 à Sofia et celle d'or en 2008 à Tampere.